# 장준규
장준규(張駿圭, 1957년~)은 대한민국의 육군군인이다. 제46대 육군참모총장을 지냈다.

## 생애
1980년 육사 36기로 임관하여 육군 21사단장, 육군본부 정보작전참모부장, 육군 특수전사령관, 육군 제1야전군사령관을 역임했다.
육군 특수전사령관, 육군 제1야전군사령관 보직을 모두 전임자의 해임성 자진전역에 의해 맡게 되었다. 2012년 육군본부 정보작전참모부장 시절 육군 소장에서 육군 중장으로 진급하였고, 같은 해 육군본부 정보작전참모부장 및 육군 중장으로 재직하던 2012년 당시 육군 특수전사령관이던 최익봉 중장이 사단장 시절의 성군기 위반으로 자진전역의 형태를 갖춘 강제전역에 조처되자 육군 특수전사령관 임명되었다. 또한 2014년, 
당시 육군 제1야전군사령관이였던 신현돈 대장이 음주파동으로 역시 자진전역의 형태를 띈 강제전역을 당하자 장준규 장군이 육군 제1야전군사령관 직무대행을 지냈으며 그 후 육군 제1야전군사령관 직위에 정식 보임된 후 육군 대장으로 진급되었다. 만일 신현돈 육군 대장의 전역이 없었다면 장준규 장군 그도 2014년 10월에 전역 될 예정이었던 것으로 알려졌지만 2014년 9월 12일 신임 육군 제1야전군사령관으로 내정되었으며 9월 14일 육군 대장 진급하였다.
2015년 9월 17일에서부터 2017년 8월 11일까지 육군참모총장을 지냈다.

## 학력
- 언암초등학교 졸업
- 해미중학교 졸업
- 경동고등학교 졸업
- 육군사관학교 36기 학사
- 육군보병학교 졸업
- 육군기계화학교 졸업
- 국방대학교 행정학사 37기(1992년)

## 경력
- 육군 제21보병사단 작전장교
- 육군 제21보병사단 66연대 작전과장
- 육군 제21보병사단 수색대대장
- 육군 제9보병사단 제28보병연대장
- 육군 특수전교육단 학생연대장
- 육군특수전사령부 참모장
- 특수전교육단장
- 육군 제2군사령부 교육훈련처장
- 육군 제2작전사령부 작전처장
- 2009. 4.~2011. 4. 육군 제21보병사단장(육군 소장)
- 2011. 4.~2012. 4. 육군본부 정보작전참모부장
- 2012. 4. 30.~2013. 10. 30. 육군 특수전사령관(육군 중장)
- 2013. 10. 30.~2013. 12. 9. 한미연합사령부 참모장
- 2013. 12. 9.~2014. 9. 2. 제1야전군사령부 부사령관
- 2014. 9. 2.~2014. 9. 12. 육군 제1야전군사령관 직무대리
- 2014. 9. 12.~2015. 9. 16. 육군 제1야전군사령관(육군 대장)
- 2015. 9. 17.~2017. 8. 11. 제46대 육군참모총장
- 2021. 10. 14.~ 한국군수산업연합회 공동회장
- 2022. 7. 7.~22. 11. 계룡세계군문화엑스포조직위원회 공동위원장
- 하남시 홍보대사
- 2023. 3. 28.~ 코오롱글로벌 사외이사

## 진급
- 1980년: 육군소위 임관
- 2006년: 육군준장 진급
- 2009년: 육군소장 진급
- 2012년: 육군중장 진급
- 2014년: 육군대장 진급

## 논란
- 2016년 6월, 육군참모총장 주관 성폭력 대책 관련 회의에서, "여군들도 싫으면 차라리 명확하게 의사 표시를 할 것이지 왜 안 하느냐"고 발언하였다.
- 2017년 2월. 육군참모총장 지시로 군에 있는 성소수자들을 수색및수사 하여 군법 92-6을 적용하여 처벌하였다.

## 수상
- 보국훈장 삼일장
- 대통령 표창장
- 강원도 태백시 명예 시민증
- 미국 공로훈장
- 국방부장관표창
- 보국훈장 통일장

## 같이 보기
- 신현돈

| 전임 윤광섭(직무대리) | 제25대 육군 특수전사령관 2012년 4월 30일~2013년 10월 30일 | 후임 전인범 |

| 전임 신현돈 | 제39대 육군 제1야전군사령관 2014년 9월 12일~2015년 9월 16일 | 후임 김영식 |

| 전임 김요환 | 제46대 육군참모총장 2015년 9월 17일~2017년 8월 11일 | 후임 김용우 |